# گورنیا لاستوا
گورنیا لاستوا (به لاتین: Gornja Lastva) یک منطقهٔ مسکونی در مونته‌نگرو است که در شهرداری تیوات واقع شده‌است.